# Казе Кадорин (Тревизо)
Казе Кадорин је насеље у Италији у округу Тревизо, региону Венето.
Према процени из 2011. у насељу је живело 81 становника. Насеље се налази на надморској висини од 260 м.